# 워라폿 펫쿰
워라폿 펫쿰(태국어: วรพจน์ เพชรขุ้ม, 1981년 5월 18일~)는 태국의 전직 권투 선수이다. 2004년 하계 올림픽에서 밴텀급 은메달을 획득했으며 아시안 게임에서 금메달 1개, 동메달 1개, 동남아시아 경기 대회에서 금메달 4개를 획득했다.